# Blauwe leng
De blauwe leng (Molva dypterygia) is een straalvinnige vissensoort uit de familie van kwabalen (Lotidae). De wetenschappelijke naam van de soort is voor het eerst geldig gepubliceerd in 1784 door Pennant.